# ソウル・トレイン・ミュージック・アワード
ソウル・トレイン・ミュージック・アワード（英語 Soul Train Music Awards）は、アメリカ合衆国で1年に1度開催されるブラックミュージック（黒人音楽）の芸能賞授賞式。式典では、R&Bやヒップホップ系のアーティストたちによるパフォーマンスも披露される。授賞式は、カリフォルニア州ロサンゼルスにあるオーリンズ・アリーナで行われる。
受賞者の選定は、ラジオ業界や音楽流通業界などの関係者に加え、過去1年間にチャートを賑わしたアーティストたちの手によって行われる。今まで、ルーサー・ヴァンドロス、パティ・ラベル、ウィル・スミス、ヴァネッサ・ウィリアムス、グラディス・ナイトといった著名なR&B系のアーティストたちが、この授賞式の司会を務めてきた。現在のところの最多受賞者は、ジャネット・ジャクソンであり、マイケル・ジャクソンとホイットニー・ヒューストンがこれに続いている。1987年の第1回授賞式以来、この賞はアフリカ系アメリカ人のミュージシャンにとって、大変重要な存在となっている。

## 歴史
|                                                                                            | 年     | 司会者                                                                        | 最優秀新人賞           | 放送局      | 会場                                             |
| ------------------------------------------------------------------------------------------ | ------ | ----------------------------------------------------------------------------- | ---------------------- | ----------- | ------------------------------------------------ |
| 1                                                                                          | 1987年 | ルーサー・ヴァンドロス ディオンヌ・ワーウィック                               | グレゴリー・アボット   | WGN America | サンタモニカ・シビック・オーディトリアム         |
| 2                                                                                          | 1988年 | ディオンヌ・ワーウィック                                                      | ミキ・ハワード         | WGN America | サンタモニカ・シビック・オーディトリアム         |
| 3                                                                                          | 1989年 | ディオンヌ・ワーウィック パティ・ラベル アーマド・ラシャード                  | AL B.シュア!           | WGN America | シュライン・オーディトリアム                     |
| 4                                                                                          | 1990年 | ディオンヌ・ワーウィック パティ・ラベル ルーサー・ヴァンドロス                | デヴィット・ピーストン | WGN America | シュライン・オーディトリアム                     |
| 5                                                                                          | 1991年 | ディオンヌ・ワーウィック パティ・ラベル ルーサー・ヴァンドロス                | マライア・キャリー     | WGN America | シュライン・オーディトリアム                     |
| 6                                                                                          | 1992年 | ウィル・スミス パティ・ラベル ルーサー・ヴァンドロス ヴァネッサ・ウィリアムス | ボーイズIIメン         | WGN America | シュライン・オーディトリアム                     |
| 7                                                                                          | 1993年 | ナタリー・コール パティ・ラベル ルーサー・ヴァンドロス                        | メアリー・J. ブライジ  | WGN America | シュライン・オーディトリアム                     |
| 8                                                                                          | 1994年 | グラディス・ナイト パティ・ラベル ジョニー・ギル                              | H-Town                 | WGN America | シュライン・オーディトリアム                     |
| 9                                                                                          | 1995年 | アニタ・ベイカー パティ・ラベル ベイビーフェイス                              | ブランディ             | WGN America | シュライン・オーディトリアム                     |
| 10                                                                                         | 1996年 | アニタ・ベイカー ブランディ LL・クール・J                                     | ディアンジェロ         | WGN America | シュライン・オーディトリアム                     |
| 11                                                                                         | 1997年 | グラディス・ナイト ブランディ LL・クール・J                                   | マックスウェル         | WGN America | シュライン・オーディトリアム                     |
| 12                                                                                         | 1998年 | パティ・ラベル ヘヴィ・D エリカ・バドゥ                                       | エリカ・バドゥ         | WGN America | シュライン・オーディトリアム                     |
| 13                                                                                         | 1999年 | タイラ・バンクス モニカ ブライアン・マックナイト                              | ケリー・プライス       | WGN America | シュライン・オーディトリアム                     |
| 14                                                                                         | 2000年 | タミア レフト・アイ シェマー・ムーア エリック・ベネイ                         | ジュヴィナイル         | WGN America | シュライン・オーディトリアム                     |
| 15                                                                                         | 2001年 | クィーン・ラティファ マイア シェマー・ムーア                                  | ネリー                 | WGN America | シュライン・オーディトリアム                     |
| 16                                                                                         | 2002年 | シェマー・ムーア アーセニオ・ホール ヨランダ・アダムズ フェイス・エヴァンス   | アリシア・キーズ       | WGN America | ロサンゼルス・メモリアル・スポーツ・アリーナ     |
| 17                                                                                         | 2003年 | クィーン・ラティファ アーセニオ・ホール                                       | エイメリー             | WGN America | パサデナ・シビック・オーディトリアム             |
| 18                                                                                         | 2004年 | アリシア・キーズ ベイビーフェイス                                             | チンギー               | WGN America | インターナショナル・カルチュアル・センター       |
| 19                                                                                         | 2005年 | ブライアン・マックナイト ファンタジア ニック・キャノン ニコール・リッチー     | シアラ                 | WGN America | パラマウント・スタジオ                           |
| 20                                                                                         | 2006年 | ヴィヴィカ・A・フォックス タイリース・ギブソン                                | クリス・ブラウン       | WGN America | パサデナ・シビック・オーディトリアム             |
| 21                                                                                         | 2007年 | ラトーヤ オマリオン                                                           | ニーヨ                 | BET         | パサデナ・シビック・オーディトリアム             |
| 2008年は主催のトリビューン・エンターテイメントの売却や全米脚本家組合ストライキのため未開催 |        |                                                                               |                        |             |                                                  |
| 22                                                                                         | 2009年 | テレンス・ハワード タラジ・P・ヘンソン                                        | ケリー・ヒルソン       | BET Centric | ジョージア・ワールド・コングレス・センター       |
| 23                                                                                         | 2010年 | テレンス・ハワード タラジ・P・ヘンソン                                        | メラニー・フィオナ     | BET Centric | コブ・エナジー・パフォーミング・アーツ・センター |
| 24                                                                                         | 2011年 | セドリック・ジ・エンターテイナー                                              | ミゲル                 | BET Centric | フォックス・シアター (アトランタ)                |
| 25                                                                                         | 2012年 | セドリック・ジ・エンターテイナー                                              | エル・ヴァーナー       | BET Centric | プラネット・ハリウッド                           |
| 26                                                                                         | 2013年 | アンソニー・アンダーソン                                                      | K.ミシェル             | BET Centric | オーリンズ・アリーナ                             |
| 27                                                                                         | 2014年 | ウェンディー・ウィリアムズ                                                    | ニコ＆ヴィンス         | BET Centric | オーリンズ・アリーナ                             |
| 28                                                                                         | 2015年 | エリカ・バドゥ                                                                | ジデーナ               | BET Centric | オーリンズ・アリーナ                             |
| 29                                                                                         | 2016年 | エリカ・バドゥ                                                                | チャンス・ザ・ラッパー | BET Centric | オーリンズ・アリーナ                             |